# 黑鶯蛤
黑鶯蛤（学名：[Pteria avicular] 错误：{{Lang}}：文本有斜体标记（帮助））为鶯蛤科鶯蛤屬下的一个种。